# Krešo Beljak
Krešo Beljak (ur. 22 sierpnia 1971 w Brežicach) – chorwacki polityk i samorządowiec, burmistrz Samobora, parlamentarzysta, od 2016 przewodniczący Chorwackiej Partii Chłopskiej (HSS).

## Życiorys
Na początku lat 90. był ochotnikiem w trakcie wojny w Chorwacji. W 1999 ukończył geografię na Uniwersytecie w Zagrzebiu. Przez kilka lat pracował w Niemczech. Po powrocie do kraju wstąpił w 2003 do Chorwackiej Partii Chłopskiej. W tym samym roku został wybrany do rady miejskiej w Samoborze, zaś w 2009 objął urząd burmistrza tej miejscowości. Pełnił tę funkcję do 2021, gdy nie ubiegał się o wybór na kolejną kadencję.
W 2006 stanął na czele lokalnych struktur HSS, zaś w 2012 powierzono mu funkcję wiceprzewodniczącego tego ugrupowania. W marcu 2016 został wybrany na nowego przewodniczącego HSS (wśród pokonanych kontrkandydatów znalazł się m.in. dotychczasowy lider partii Branko Hrg).
Krešo Beljak zerwał koalicję z HDZ, dołączając ze swoim ugrupowaniem do sojuszu skupionego wokół Socjaldemokratycznej Partii Chorwacji. W przedterminowych wyborach w 2016 uzyskał mandat posła do Zgromadzenia Chorwackiego. W 2020 i 2024 z powodzeniem ubiegał się o reelekcję.